# Anders Larsson i Norrlångträsk
Anders Larsson, född 11 december 1794 i Norrlångträsk, Byske socken, död där 16 april 1876, var en svensk bonde och religiös folkledare.
Anders Larsson var son till bonden Lars Andersson. Under den ryska ockupationen av Skelleftetrakten 1809 avgav han ett löfte att föra ett gudfruktigt liv, om han överlevde. Under de följande åren kom han att känna sig otillräcklig i efterlevandet av löftet, då han kom i kontakt med nyläsarna eller kristendomsbröderna i Pitetrakten, och omvändes till deras lära 1814. Därefter kom han att vid sidan av Gerhard Gerhardsson att bli nyläsarnas främste förkunnare i de norra delarna av dåvarande Skellefteå församling. Nyläsarna fördömde all andaktsböcker utom Martin Luthers och deras kritik av de nya utgåvorna av katekesen, kyrkohandboken och psalmboken ledde till undersökningar från överheten 1818–1822. Konflikten stillades genom att konventikelplakatet upphävdes i Västerbotten. Till denna lösning bidrog Anders Larssons saktmod och att justitierådet Josua Sylvander var herrnutiskt påverkad. Anders Larsson liknade i sitt tänkande Carl Olof Rosenius, och fick under sin levnad uppleva att lekmannaverksamheten blev en erkänd och aktad form av det kyrkliga arbetet.